# Обињи ан Артоа
Обињи ан Артоа (фр. Aubigny-en-Artois) насеље је и општина у североисточној Француској у региону Север-Па де Кале, у департману Па де Кале која припада префектури Арас.
По подацима из 2011. године у општини је живело 1380 становника, а густина насељености је износила 220,1 становника/km². Општина се простире на површини од 6,27 km². Налази се на средњој надморској висини од 92 метара (максималној 144 m, а минималној 87 m).

## Демографија
| 1962. | 1968. | 1975. | 1982. | 1990. | 1999. | 2011. |
| ----- | ----- | ----- | ----- | ----- | ----- | ----- |
| 1.028 | 1.131 | 1.161 | 1.330 | 1.361 | 1.360 | 1.380 |

График промене броја становника у току последњих година